# Guadeloupe-Ara
Der Guadeloupe-Ara (Ara guadeloupensis) ist eine ausgestorbene Papageien-Art aus der Gattung der Eigentlichen Aras. Er wurde erstmals 1654 und 1667 von Jean-Baptiste Du Tertre und anschließend 1742 bei Jean-Baptiste Labat erwähnt. Die wissenschaftliche Erstbeschreibung erfolgte 1905 durch Austin Hobart Clark. Der Vogel soll ähnlich dem Scharlachara gefärbt gewesen sein, jedoch war er deutlich kleiner, mit rotem Schwanz und gelben Flügelzeichnungen. Die Art war auf den zu den kleinen Antillen gehörenden Inseln Guadeloupe und Martinique endemisch. Rothschild beschrieb die beiden Formen Anadorhynchus (sic.) purpurascens von Guadeloupe (basierend auf einen Reisebericht von Don Manuel de Navarrete aus dem Jahre 1838) und Anadorhynchus (sic.) martinicus von Martinique (basierend auf den Aufzeichnungen Boutons aus dem Jahre 1640). Jedoch gibt es keinen zuverlässigen Beleg, dass sich diese beiden (hypothetischen) Taxa von Ara guadeloupensis unterschieden haben. Schon um 1760 war der Guadeloupe-Ara äußerst selten und wurde bald darauf durch starke Bejagung ausgerottet.